# Hemitriakis falcata
Hemitriakis falcata  (лат.) — редкий вид хрящевых рыб рода Суповых акул семейства куньих акул отряда кархаринообразных. Эндемик юго-восточной части Индийского океана. Размножается бесплацентарным живорождением. Максимальная зафиксированная длина 80 см. Опасности для человека не представляет.

## Таксономия
Впервые научное описание этого вида было дано в 1993 году. Голотип представляет собой взрослого самца длиной 77 см, пойманного в 1978 году на внешнем континентальном шельфе у побережья Западной Австралии на глубине 150 м. Паратипы: неполовозрелые самцы длиной 25,1—38 см, взрослые самцы длиной 69,5—77,3 см, пойманные там же на глубине 146—197 м  и неполовозрелая самка длиной 25,8 см, пойманная на глубине 160 м в 1978 году.

## Ареал
Эти акулы являются редкими эндемиками восточной части Тихого океана. Они обитают у берегов Восточной Австралии на внешнем крае континентального шельфа на глубине 146—197 м.

## Биология
Подобно прочим представителям семейства куньих акул  Hemitriakis falcata размножаются бесплацентарным живорождением. Эмбрионы питаются исключительно желтком. Размер новорожденных составляет 20—25 см. Максимальная зафиксированная длина 80 см.

## Взаимодействие с человеком
Не представляет опасности для человека. Коммерческой ценности не имеет. В местах обитания этого вида глубоководный рыбный промысел практически отсутствует. Данных для оценки статуса сохранности данного вида недостаточно.